# تپه ینگی قلعه ۱
تپه ینگی قلعه ۱ مربوط به عصر آهن است و در شهرستان بجنورد، بخش مرکزی، دهستان باباامان، ۱ کیلومتری جنوب غرب روستای ینگی قلعه واقع شده و این اثر در تاریخ ۳۰ بهمن ۱۳۸۶ با شمارهٔ ثبت ۲۱۲۲۴ به‌عنوان یکی از آثار ملی ایران به ثبت رسیده‌است.